# マクドネル・ダグラス DC-10

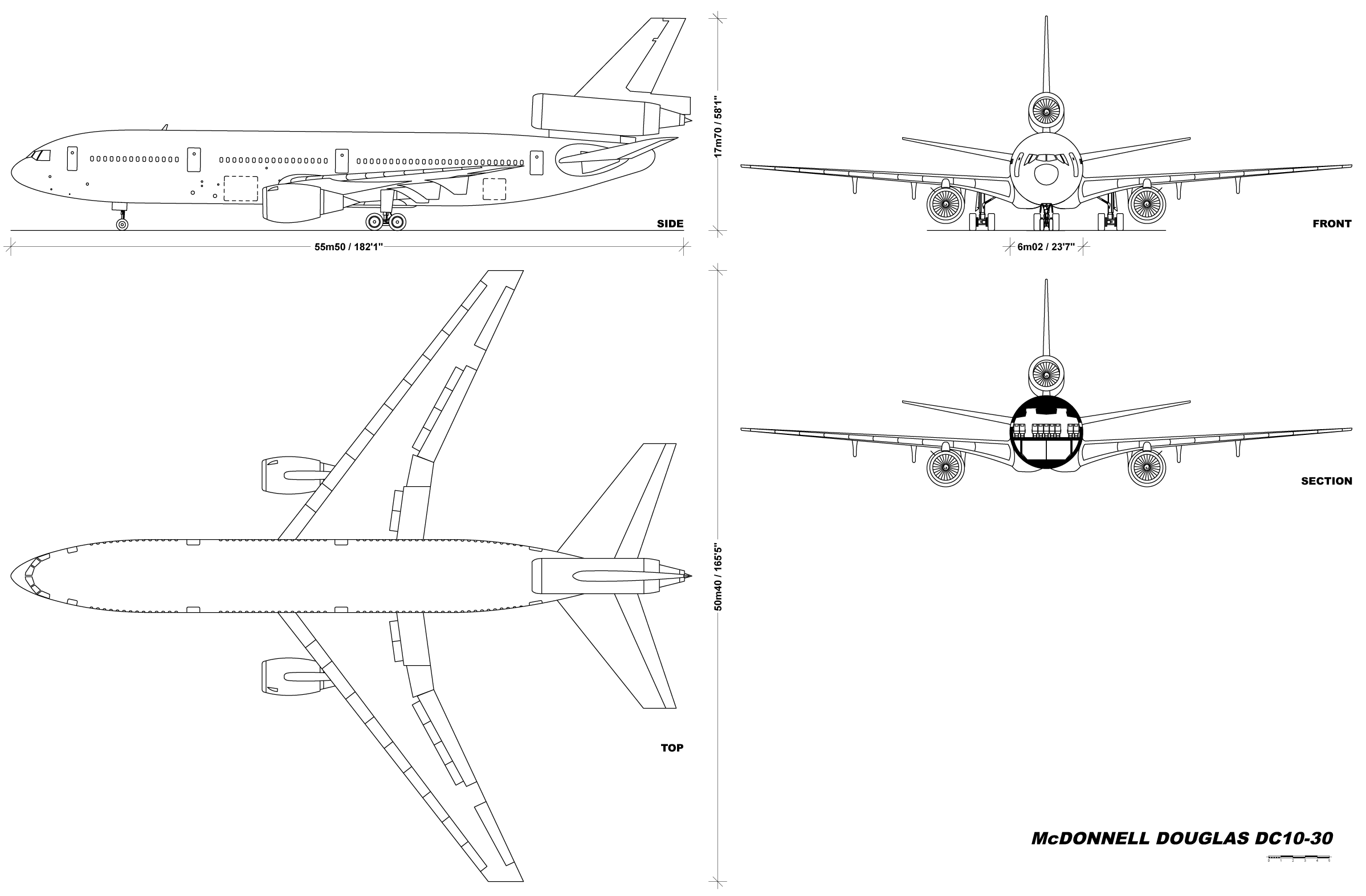
McDonnell Douglas DC-10-30

マクドネル・ダグラス DC-10
McDonnell Douglas DC-10
コンチネンタル航空のDC-10
- 用途：旅客機・貨物機
- 分類：ワイドボディ
- 製造者：ダグラス・エアクラフト→マクドネル・ダグラス
- 運用者
  - オービス・インターナショナル
  - ほか
- 初飛行：1970年7月29日 (DC-10-10)
- 生産数：446機
- 退役：2014年2月
- 運用状況：貨物便のみ
- 派生型：
- KC-10 エクステンダー（空中給油機）
- MD-11

マクドネル・ダグラス DC-10 (McDonnell Douglas/Boeing DC-10) は、アメリカの航空機メーカーマクドネル・ダグラス社がアメリカン航空の要望を受けて開発したワイドボディの3発式ジェット旅客機である。主に中距離路線を想定した300席クラスの機体であり、3基のジェットエンジンは左右の主翼下に各1発、垂直尾翼基部に1発搭載している。
ダグラス社がマクドネル社と合併する前の1966年に開発を開始したため、名前は「DC（Douglas Commercialの略）」のままである。1970年に初飛行、1971年8月に運航を開始し、1988年まで生産された。

## 機体の特徴
中央エンジンの配置
DC-10と同時期の開発、完成となった、代表的な3発式ジェット旅客機である米ロッキード社のロッキード L-1011 トライスターでは、S字ダクトのエアインテークを採用することで第2エンジンを胴体後端の低い位置に配置していた。それに対しDC-10ではダクトと一直線の配置で、垂直尾翼内（胴体上）に位置している。このエンジン配置のため、垂直尾翼の構造材は単純な箱型ではなく、吸気ダクトとジェットエンジンを収める円筒形の空間に沿って、縦通材が左右に分かれて通されることになった。
翼面
鋭い形状の垂直尾翼は、エンジンによって方向舵面積が小さくなったため、効果を増すために2重ヒンジ式となっている。主翼は35度の後退角を有し、高揚力装置としてほぼ全翼幅にわたり前縁スラットがある。主翼だけでなく後部にもエンジンを持つ3発機であり、重心を適正化するため主翼は機体の中程よりやや後寄りにある。

## 沿革

### 開発の経緯

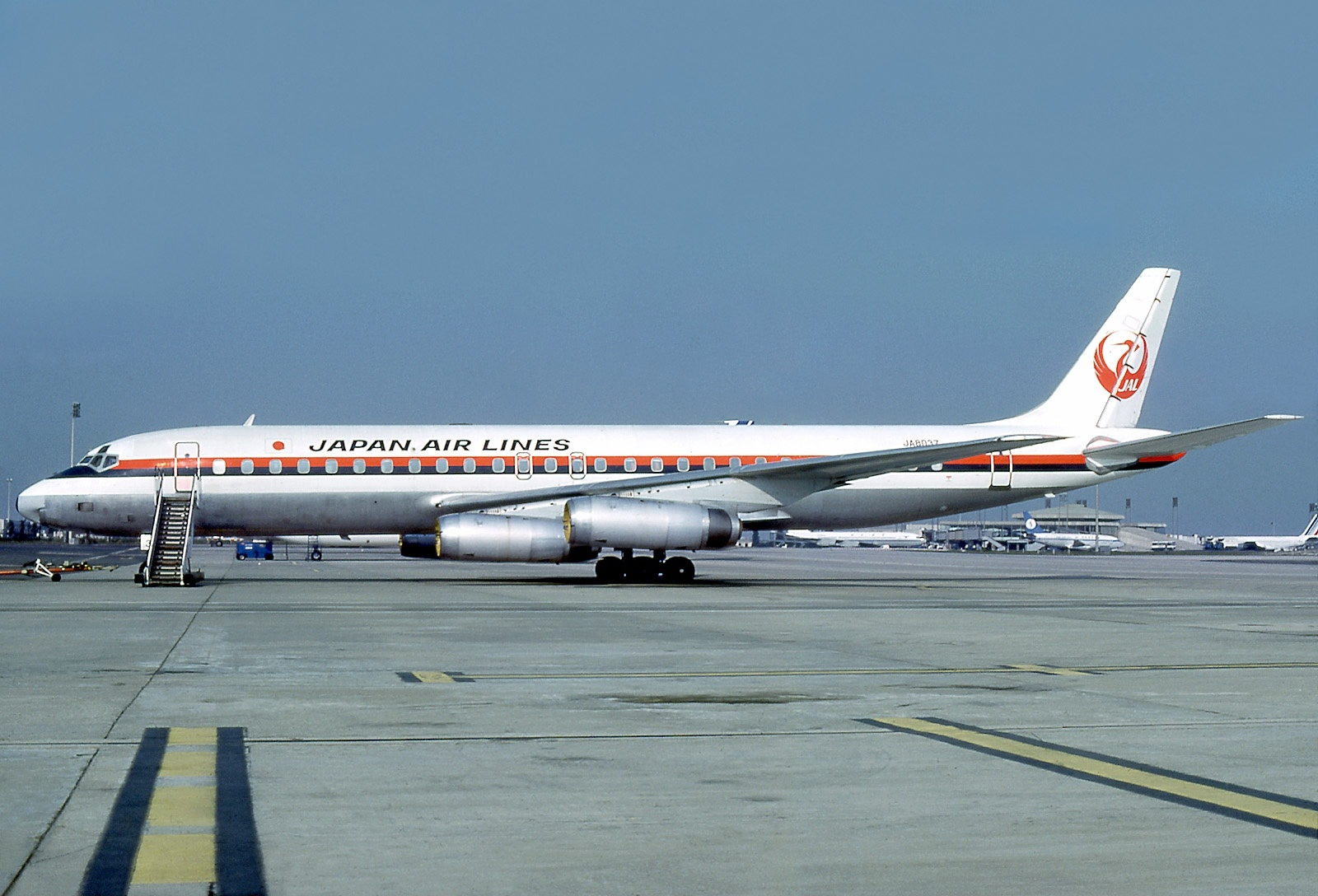
日本航空のDC-8-62

ダグラスでは1964年、アメリカ空軍に導入される輸送機であるC-5Aギャラクシーの開発及び生産に関しては、ボーイング、ロッキードとの受注合戦の末、受注することができなかった。当時、ダグラスではC-5Aの構想立案と並行して、当時生産していたDC-8を大幅に上回る大きさの大型旅客機を市場に送り込むべく研究を進めていた。これは、機体全長にわたって客室を2階建て構造とするというものであった。社内では当時並行して計画が進んでいた短距離向け中型ジェット機のDC-9に次いで開発計画が進められたことから、「DC-10」と呼ばれていた。
一方、1966年にアメリカン航空がゼネラル・エレクトリック の工場を視察した際に、C-5A向けに開発されていたTF39型エンジンを見て、このエンジンが旅客機向けに改良されれば、250席クラスでアメリカ大陸の横断も可能な大型旅客機が製造できると考えた。アメリカン航空は同年3月25日に新しい双発の大型旅客機を開発するよう要求していた。これは、アドバンスド・ジャンボ・ツイン中距離旅客機と呼ばれるもので、以下のような仕様となっていた。
- 推力4万ポンド程度の高バイパス比エンジンを搭載
- 座席はシートピッチ36インチで合計250席
- 乗客1人当たり250ポンドの手荷物と、5000ポンドの貨物
- 航続距離は1850ノーティカルマイル（3426キロメートル）

さらに、後に全幅155フィート（47メートル）以内、全長は180フィート（55メートル）以内と改められた。
こうした要望に対して、ダグラスでは「本当に発注するのであれば、要求された仕様の旅客機を1966年には開発に着手する」と公言した。このアメリカン航空からの要求は、ダグラスが構想していた大型旅客機の方向性と一致していた。
当初、航空会社側では経済性という観点から、新しく開発される旅客機はエンジンを2基搭載する双発機であることを望んでいたものの、TF39型エンジン自体がまだ開発中であり、それを民間型に変更したCF6型エンジンの性能は、たとえ開発が順調だったとしても、性能や信頼性に不安があった。そこで、ダグラスではアメリカン航空に対して、どうしても新開発の旅客機はエンジンを3基搭載する3発機でなければならないという結論となったことを伝え、その優位性を説明した。アメリカン航空とユナイテッド航空がこれを認めたことから、大型ジェット旅客機の開発の目途がついた。

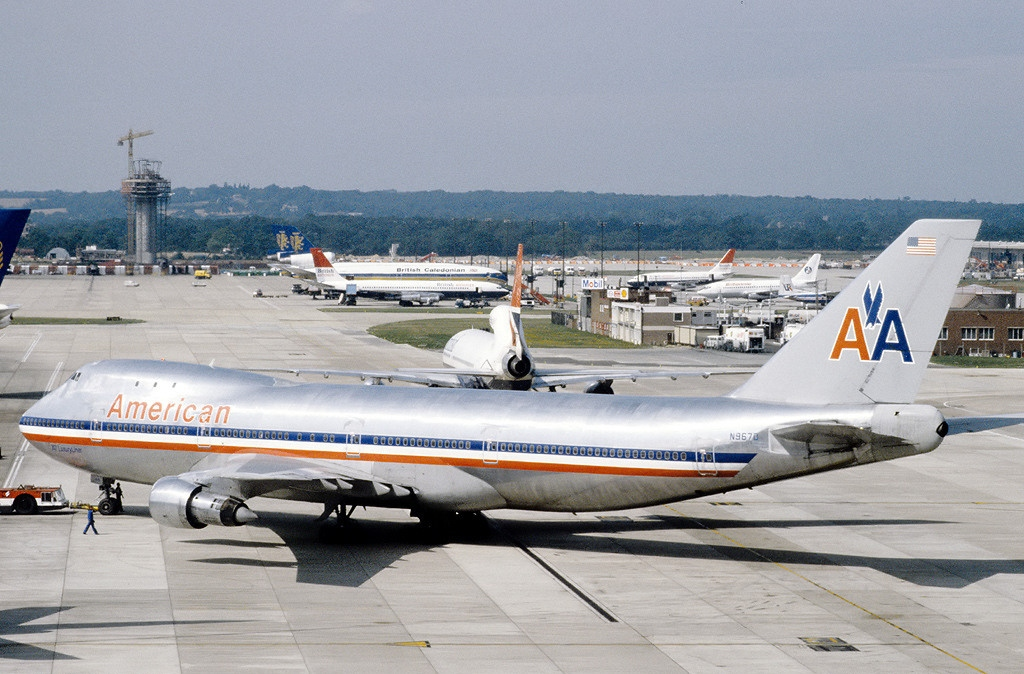
アメリカン航空のボーイング747-100

これを受けて、マクドネル・ダグラス社（本節では、以下「ダグラス」とする）では1967年春に、アメリカ国内線向けの3発機と、国際線向けの4発機を開発することを発表した。ダグラスではもともと4発大型旅客機の構想があったことから、同じ機体を基本として航続距離の短い3発機と航続距離の長い4発機を開発することを考えており、コックピットはボーイング747と同様に2階部分にあり、胴体と主翼とエンジンは共通であった。しかし、この4発機構想に対しては、既にボーイング747が登場していたこともあり、どの航空会社の反応も芳しくなかった。このため、最終的に4発機構想はなくなったが、ダグラス社では同じ胴体で中距離型と長距離型を並行して開発することにこだわり続けた。
1960年代の米航空会社と米航空機産業界の認識は、今後は超音速機 (SST) による大陸間と大陸横断路線が実現するのはほぼ間違いないというものであったため、すぐにも登場するSSTを補完する中距離路線用の機体が求められた。当初は双発機も考慮されたが、アメリカ国内には高地も存在しており、1発停止時の安全性を考えた3発機となった。また、当時混雑していたラガーディア空港の狭いゲートに乗り入れられるように翼幅が制限された。このような事情から、航空各社の要求に合わせて開発されたDC-10とトライスターが似た機体となったのは当然の成り行きであった。

### ローンチ
ロッキードが1967年9月にライバル機であるL-1011トライスターの開発体制が整ったと発表したことで、ダグラス側の基本設計の遅れが明らかになった。ロッキードに少しでも追いつくべく、無理を重ねて同年11月にDC-10の開発計画を発表したが、この時点ではまだ基本設計が完了しておらず、詳細仕様を明らかにすることは出来なかった。
その後、1968年2月19日にアメリカン航空からオプションを含めて50機を受注したが、これはトライスターよりも早かった。しかし、すぐ後にトライスターの受注も進み、同年4月3日にはトライスターのローンチ（生産プログラム開始）が発表された。この時点においても、DC-10の詳細設計はまだまとまっていなかったが、これ以上ローンチを遅らせるわけにいかないと考え、同年4月25日にユナイテッド航空からオプションを含めて60機受注したのを機に、ローンチを発表することになった。なおマクドネル・ダグラスは、DC-10の販売を阻害しないために、DC-8の生産を1972年を持って中止すると発表した。

### 販売戦争から生産終了まで

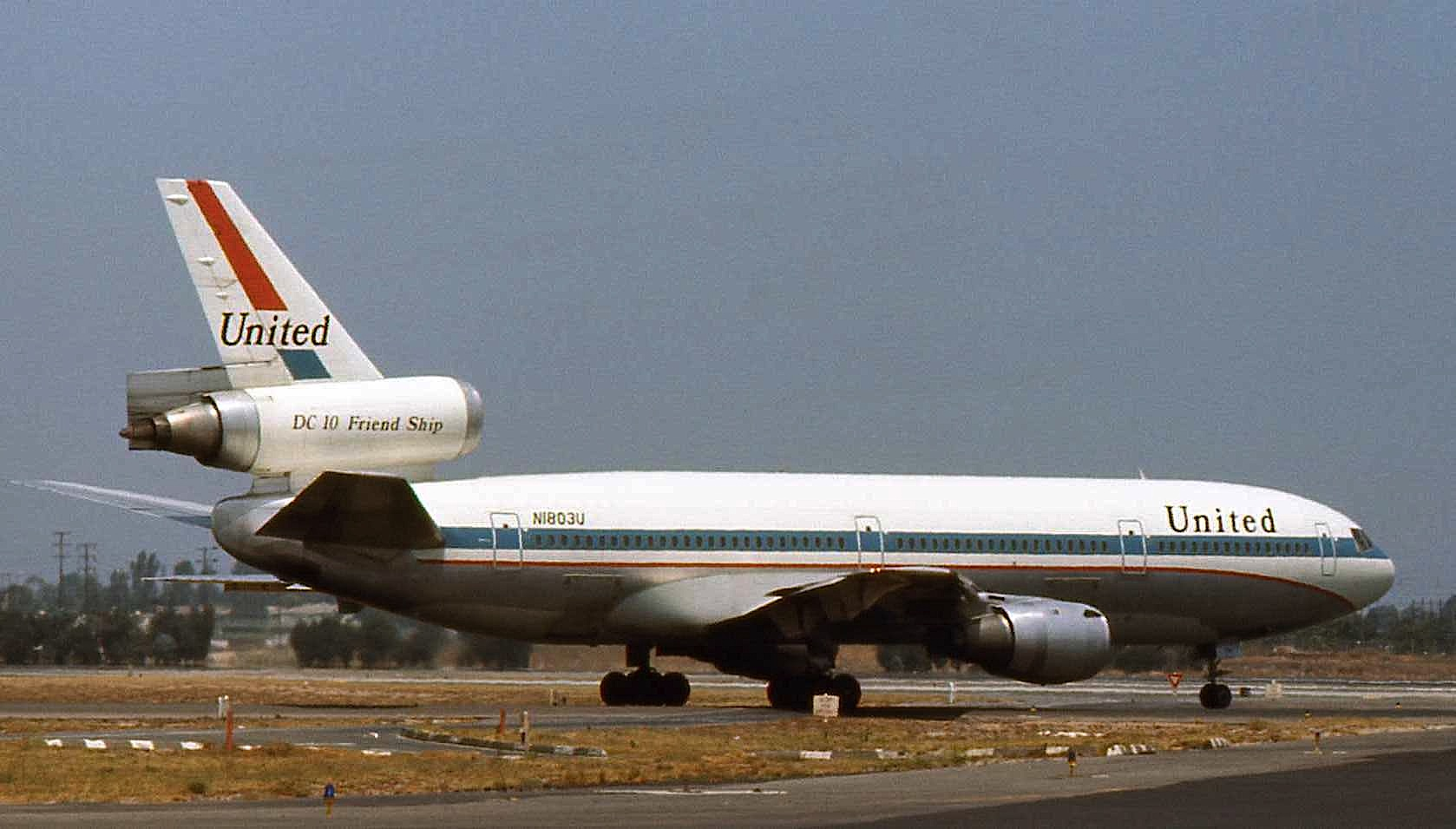
ユナイテッド航空のDC-10

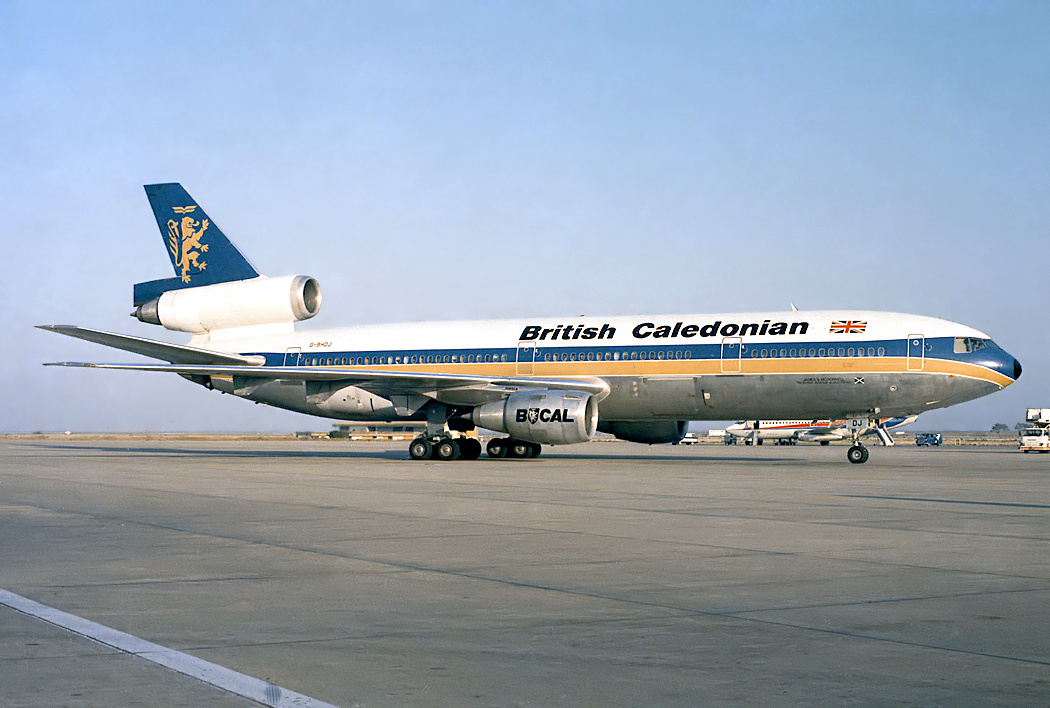
ブリティッシュ・カレドニアン航空のDC-10

DC-10の基本設計は、できるだけ新技術の導入を避け、既存の工法と制御システムだけでまとめられている。このため、ローンチこそ遅れたものの、その後カリフォルニア州ロングビーチの工場で行われた製造は順調で、1970年7月にはロールアウト、同年8月29日に初飛行を行なった。飛行テストも順調に進み、1971年7月29日には、ローンチカスタマーであるアメリカン航空とユナイテッド航空へ、最初のDC-10の引渡しが行なわれ、その年のうちに就役した。
長距離路線を担うと期待されていたSSTは1971年に開発計画が中止され、1976年には欧州製のコンコルドが就航していたが、この頃には超音速旅客機への期待は薄れており、B-747が国際線での長距離大量輸送を担う機体シリーズとして再認識され、アメリカ国内線で成功しつつあったDC-10も長距離型の-30や-40が開発されることになった。
DC-10-10を国内線に導入したアメリカン航空やユナイテッド航空を皮切りに、-30や-40をルフトハンザ航空やKLMオランダ航空、ブリティッシュ・カレドニアン航空やヴァリグ・ブラジル航空などの世界中の大手航空会社が導入し、アジアでもシンガポール航空やタイ国際航空、マレーシア航空や大韓航空などが導入したほか、日本では日本航空が-40型を、日本エアシステムとミネベア航空が-30型を導入した。
なお本機と1972年に運航を開始したトライスターは、共にアメリカ国内の中距離路線向けに開発された機体であったため、ダンピングを含む販売競争が繰り広げられた。結果、トライスターに至っては政界と全日本空輸、商社を巻き込んだ贈収賄事件まで起き、関係者から逮捕者のみならず不審死者まで出た（ロッキード事件）。この勝負は長距離型の開発に先に着手するとともに、貨物室ドアの欠陥の改修（後述）などを行ったことでDC-10が受注を伸ばし、1981年にロッキードが旅客機部門から撤退、トライスターの生産が中止されたことによってDC-10が勝利を収めた。
しかし1973年からの石油危機で航空燃料の価格が上昇し世界的な不況も始まると、航空機業界は低燃費の機体を求めるようになった。1970年代末から1980年代にかけてヨーロッパのエアバス社は、双発・ワイドボディで経済性の高いA300に続き、操縦士2名乗務用のシステムなどの新技術を採用したA310を投入するなど、急成長し始めた。
さらにボーイングも、DC-10に比べれば座席数は少ないものの、大西洋横断が可能な航続距離を持つ上、双発と2人乗務で経済性の高いボーイング767を導入した。技術的に旧式化した上に経済性でも劣ることとなったDC-10は、後継機のMD-11との食い合いを避けるために1989年に生産終了となった。DC-10の総生産機数は446機となった。

## 現在のオペレーター
旅客型は2014年2月のビーマン・バングラデシュ航空でのフライトを最後に全機退役し、2023年1月時点で貨物型のみが運用を続けている。最大のオペレーターであったフェデックス・エクスプレスが2022年末をもって運航を終了したことにより、オービス・インターナショナルがDC-10を運航する最後のオペレーターとなった。
 DC-10・エアタンカー - 4機

 オメガ航空 - 4機 (3機はストア中)

 オービス・インターナショナル - 1機

 TABカーゴ - 1機

## 機体

### 構造

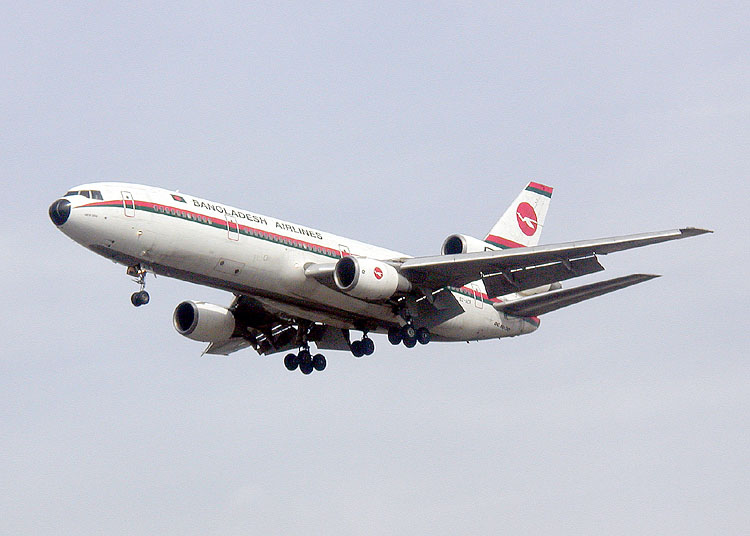
主翼後縁のダブルスロッテッドフラップを下げて着陸進入するビーマン・バングラデシュ航空のDC-10

DC-10の胴体は丸くずんぐりとしており、ストレートダクト故の鋭い垂直尾翼と合わせてシャチのようにも見える。
従来工法による組み立てとなったため、胴体外板や動翼にホット・ボンディング（熱間接着）は一切使用されず、リベット締結となっている。胴体自体は旅客機では一般的なセミモノコック構造であるが、キャビン（客室）の空間を広げるためにフレームの厚さを11.2センチメートルにまで薄くした。なお、重量増加への対応を目的として、胴体下中央部にも主脚が設置されている。
客室窓の寸法は高さ41センチ × 幅28センチで、51センチ間隔で並んでいる。客室扉は電動で上方に格納されるものが採用された。
主翼の幅はロッキード・トライスターとほぼ同じで、後退角も同じ35度となっているが、翼面積は11パーセントほどDC-10の方が大きい。主翼の高揚力装置は前縁にスラットを、後縁にダブルスロッテッドフラップを装備する。水平尾翼（スタビライザー）は昇降舵が後端に装備される旅客機では一般的な方式である。

### 第2エンジン

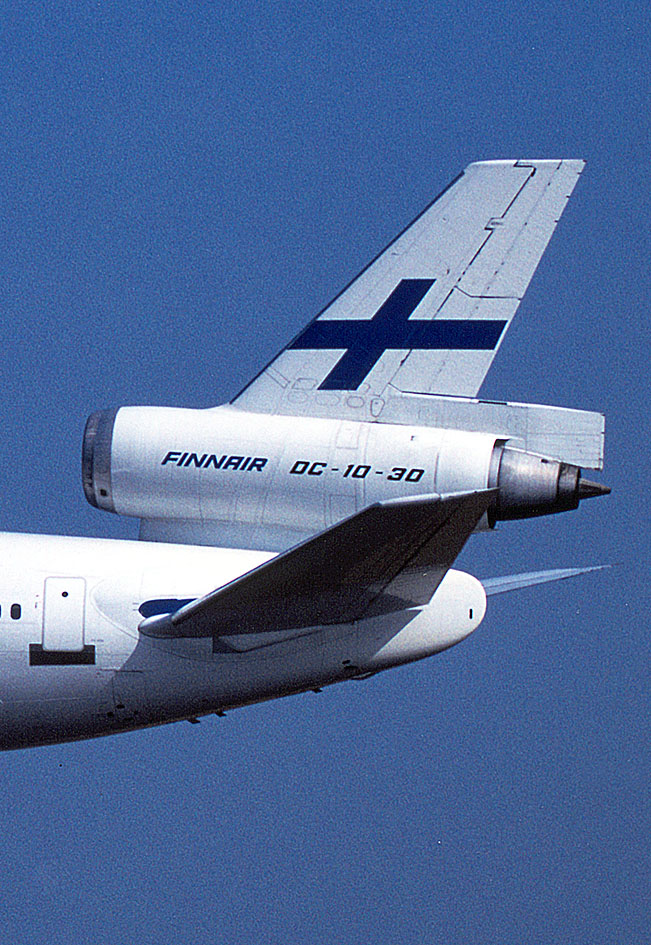
第2エンジン（フィンランド航空のDC-10-30）

同じ3発機であるライバル機のトライスターと比較して最も目立つ相違点は、後部に装着された第2エンジンの配置である。これは、高バイパス比ターボファンエンジンへの吸気を直線的に導くためのもので、それ自体はごく常識的な発想である。しかし、そのために吸気ダクト部分とエンジンを垂直尾翼で串刺しにしたような配置は、当時の旅客機における常識を打ち破るものであった。
反面、垂直尾翼に設置される方向舵の面積が不足し、二重ヒンジ構造とすることでこれを補うことになった。また、胴体より高い位置にエンジンが配置されることになり、整備には専用の足場を用意する必要が生じるなど、保守性の悪化を招いた。
なお、第2エンジンの装架方式は垂直尾翼後方から伸びるパイロンから吊り下げる方式となっており、主翼に設置された第1・第3エンジンと同じ装架方式となっているため、3基のエンジンは全て互換性を有している。
このエンジンレイアウトは、エンジンが第1・第3エンジンより上にある仕様故に、エンジンが全基無事なら第2エンジンの推力で第1・第3エンジンが引き起こす機首上げ状態を抑制している。そのため、この特性を利用して3つのエンジンの推力を上手くコントロールさえできれば、ユナイテッド航空232便不時着事故が示すように上下左右への機体コントロールが可能である。但し、理論上可能というだけであって、エンジンのみの飛行は当機でも難しいことに変わりはない。

### 操縦システム
| 日本航空のDC-10-40型機のコックピット |  | ノースウエスト航空のDC-10-30型機のコックピット回り。操縦席の窓の1つ（一番左側の窓）が航空機関士用の操作パネルで塞がれている |

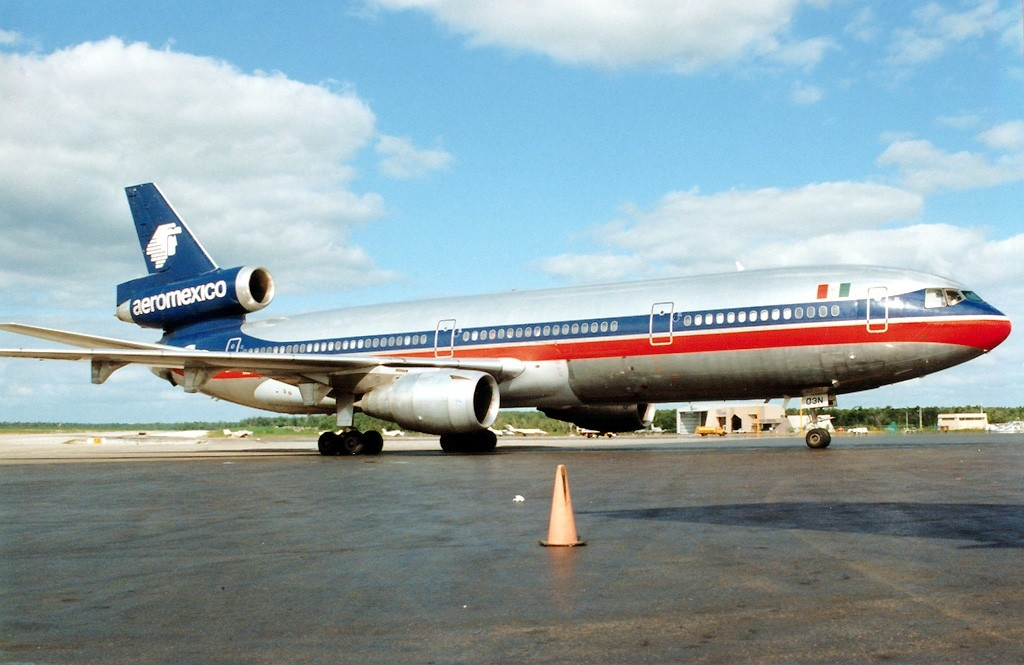
アエロメヒコのDC-10-15型機

| 日本航空のDC-10-40型機のコックピット |  | ノースウエスト航空のDC-10-30型機のコックピット回り。操縦席の窓の1つ（一番左側の窓）が航空機関士用の操作パネルで塞がれている |

既存の技術を最大限に活用するという開発方針の結果、当時としては先進的なシステムが盛り込まれていたトライスターとは違い操縦システムには特に目新しいものはない。これはコックピットの装備品にも及び、DC-8やDC-9と同じ大振りな部品が使用されることもあった。これらの部品は、後継機のMD-11にも一部継承されることとなった。その中で、フラップの下げ角度は段階的にではなく、1度刻みに設定できる「Dial a Flap」システムが採用されていた。これは、離陸時には10度から25度まで、着陸時には35度から50度までをフレキシブルに設定できる仕組みで、当時としては先進的であった。
計器着陸装置 (ILS) はカテゴリーII (CAT II) に対応している。
なお、DC-10のコックピットは、開発中に座席を増加させるべく設計変更が行なわれ、開発当初と比較すると前後方向の余裕がなくなった。この影響で、操縦席位置の前後方向の調節量に制約が生じたほか、航空機関士用の操作パネルが操縦席の窓（ウインドシールド）のうち1枚を塞ぐ状態になっている。

### 客室

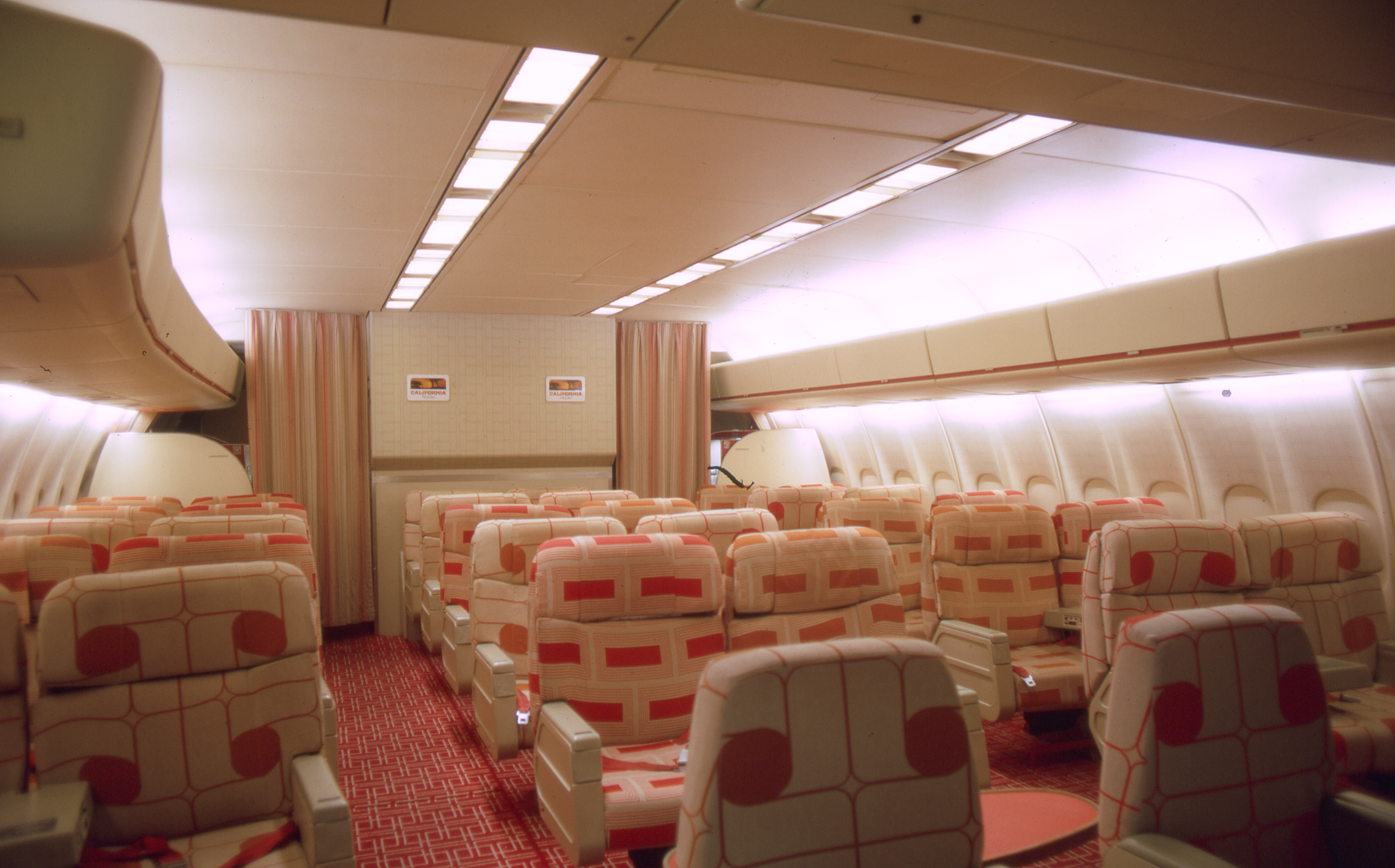
コンチネンタル航空のDC-10客室(ファーストクラス)

客室（キャビン）は幅5.72メートル、高さ2.41メートル、長さ41.45メートルとなっている。登場当時の標準的な座席配置は2列-5列-2列の配置で、荷物棚（オーバーヘッド・ストウェッジ）は窓側座席の上にしかない。中央列上にもストウェッジを設けた航空会社もある。
ギャレーはキャビン設置と床下設置が選択可能であるが、床下ギャレーは単に床下に移動しただけでドアも窓もない。このため、食材の積み下ろしにはキャビンを通す必要がある。

## 主要目
- 乗員 : パイロット2名、航空機関士1名
- 旅客数 : 250 - 380 名
- 全長 : 55.5 m
- 全幅 : 50.4 m
- 全高 : 17.70 m
- 翼面積 : 367.7 m2
- 重量 : 121,198 kg
- 最大離陸重量 : 263,085 kg
- エンジン : GE製 CF6-50A ターボファンエンジン 3基（1基の推力：218 kN）
- P＆W製JT9D-59A型　ターボファンエンジン3基
- 巡航速度 : 982 km/h
- 航続距離 : 12,055 km
- 巡航高度 : 12,000 m (39,400 ft)

## 基本型・派生型
基本となった-10型から航続距離を延長し、センターメインギアを追加した-30型や-40型、操縦システムを後継のMD-11と同じものに近代化改修したMD-10が作られた。また、旅客型・貨物型の他に、軍用機として空中給油機KC-10がある。

### DC-10-10
1970年から生産され、1971年8月に運用が開始された最初の派生型である。もともと、アメリカ大陸を横断できる航続距離を持つよう設計された。このバージョンの主要な顧客はアメリカン航空とユナイテッド航空である。このDC-10-10型機が搭載したゼネラル・エレクトリック製CF6-6ジェットエンジンは、後にCF6ファミリーとして成功する民間用ターボファンエンジンの最初のタイプだった。日本では1990年代前半までコンチネンタル・ミクロネシア航空が、日本からのサイパンとグアム線に使用していた。

### DC-10-30

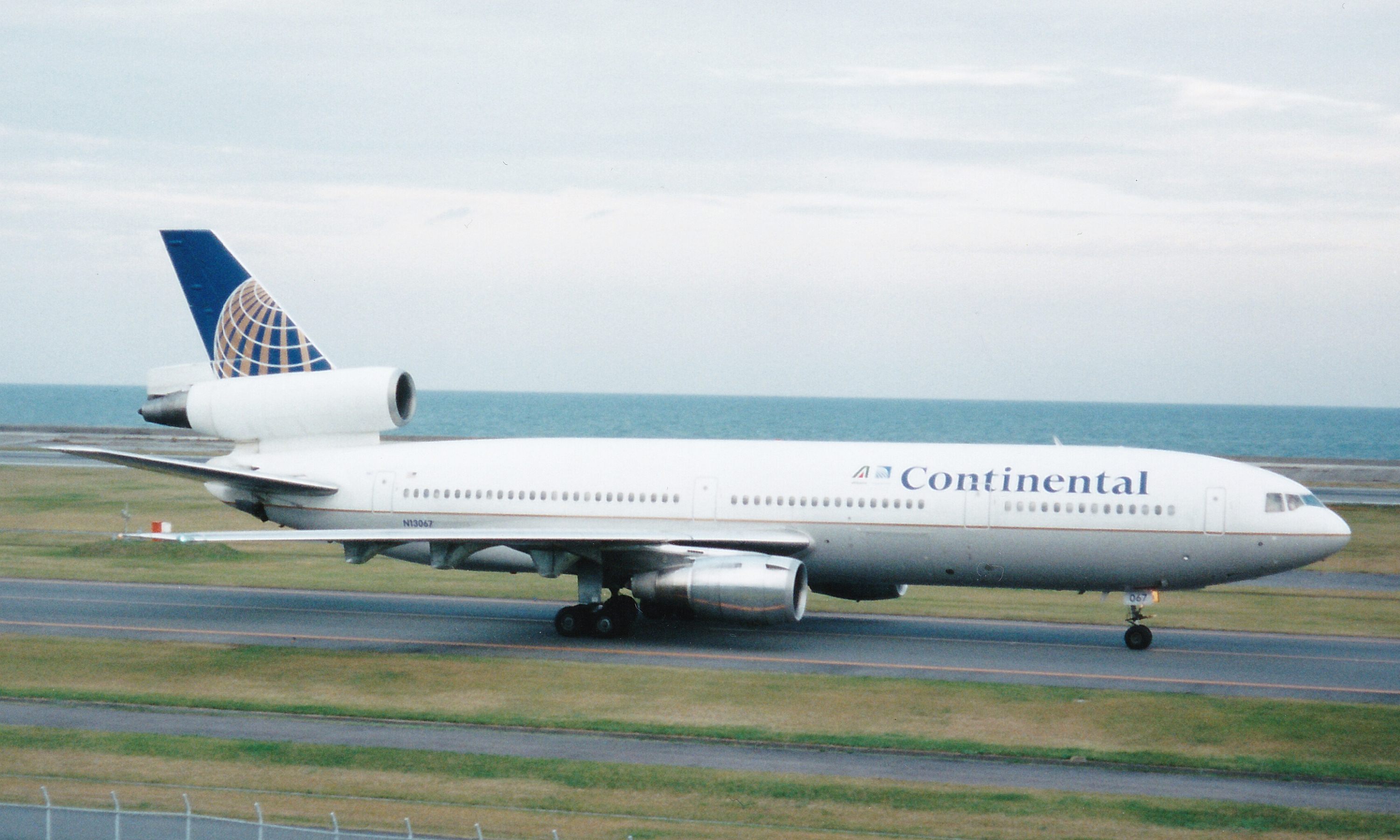
コンチネンタル航空 DC-10-30

1972年から生産が開始された長距離型で、最も多く生産された型でもある。エンジンはCF6-50C2。

### DC-10-30ER

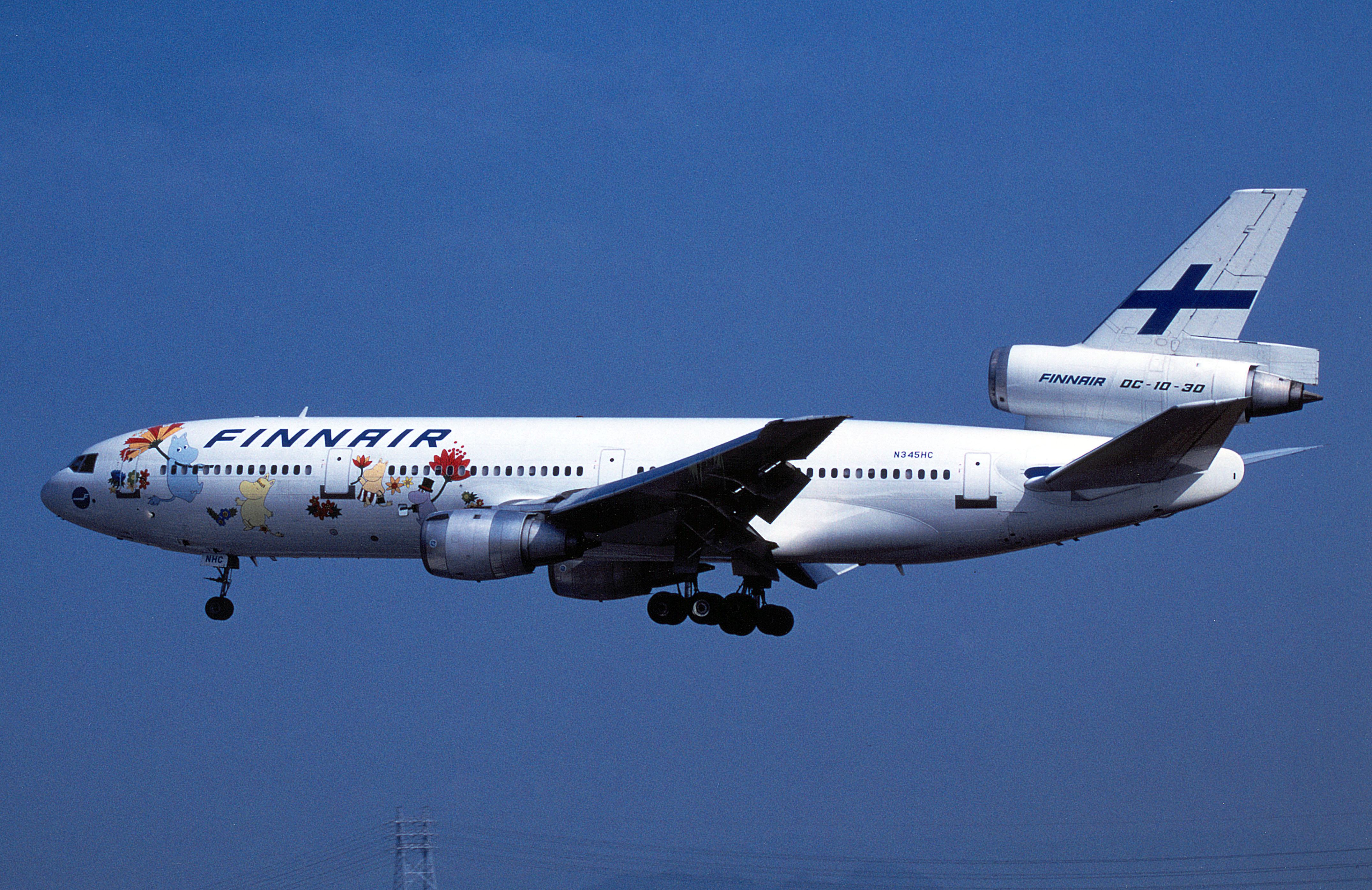
フィンランド航空のDC-10 ムーミンカラー

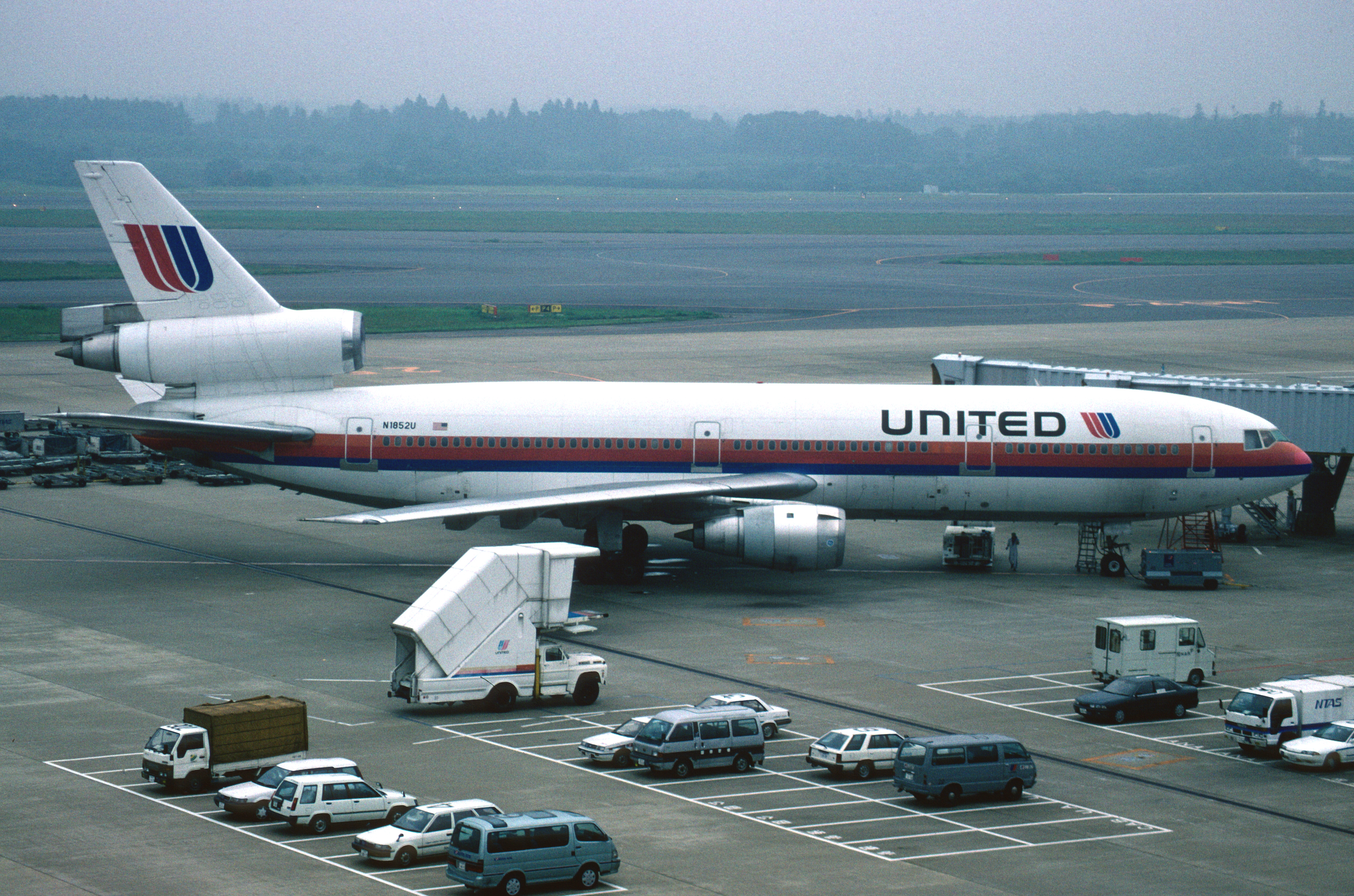
ユナイテッド航空のDC-10-30型機

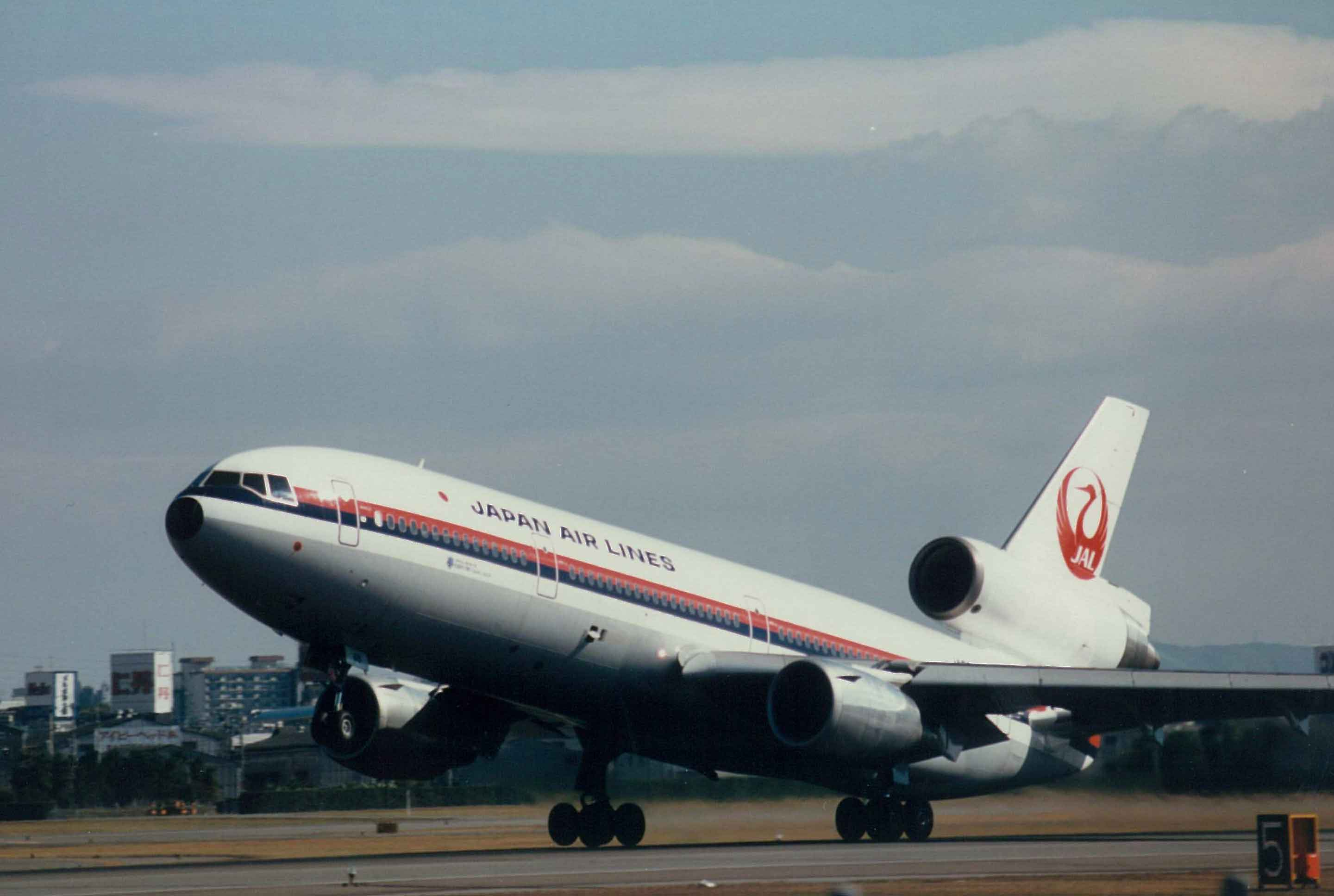
日本航空のDC-10-40D型機

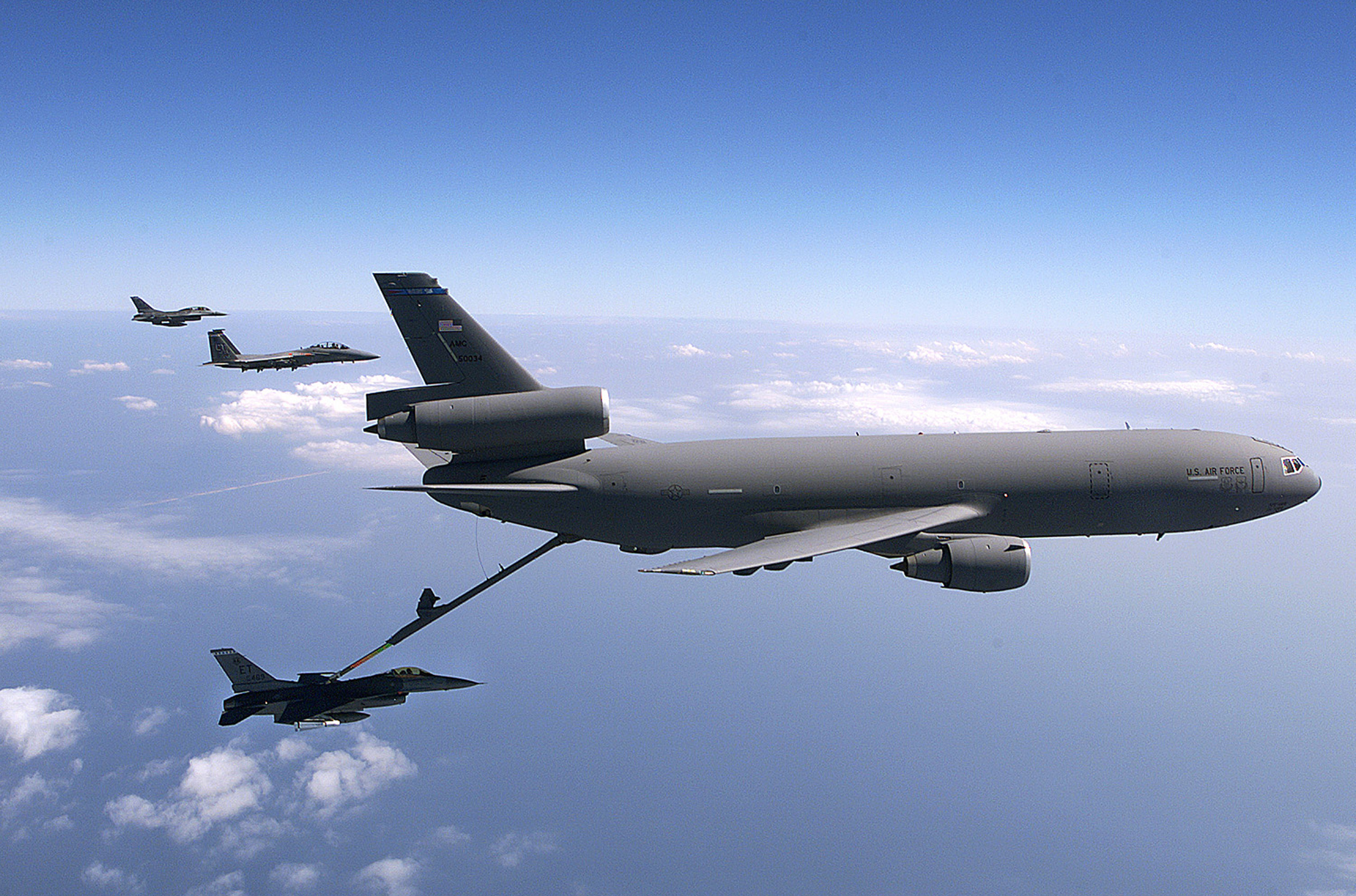
F-16に空中給油を行うKC-10 エクステンダー。DC-10-30型機がベース

スイスエア（現スイス インターナショナル エアラインズ）の要望で-30の航続距離をさらに伸ばした「ER型」も生産されたが、フィンランド航空はスイスエア仕様機よりもさらに航続距離が長いタイプを要望。バルクカーゴエリアにより大型の燃料タンクを搭載し、エンジンを推力向上型のCF6-50C2Bへ換装。後に同型仕様の-30ERをカナディアン航空（現エアカナダ）やタイ国際航空、日本エアシステムが導入して長距離路線に導入した。
なお、フィンランド航空はこの仕様のDC-10-30ERで、欧州 - 極東アジアの11,000km（ヘルシンキ-東京）を、北極圏上空を飛行して世界初の欧州 - 極東アジアノンストップ運航に成功している（1983年当時はソ連によってシベリアルートが開放されていなかったため）。

### DC-10-30F
DC-10-30の貨物型。ワールド・エアウェイズなどが導入した。後に旅客型の-30を改造した型式も登場する。

### DC-10-40
1972年から生産された。エンジンはプラット・アンド・ホイットニー製JT9D。発注したのはノースウエスト航空（現デルタ航空）と日本航空のみ。当時エンジンがJT9Dのみだったボーイング747と併用するため、両社の要請により開発・製造された（但し、日本航空仕様機はエンジン推力がノースウエスト仕様機よりも大きいのが特徴）。当初は-20として開発されたが、ノースウエスト航空がマーケティング上-40が好ましいと判断したため、名称が変更された。ただし、ノースウエスト航空は後に中古機でDC-10-30型を導入しており、初期導入の機材のみDC-10-40型の導入である。逆に日本航空はDC-10-30型の保有実績はなく、最後までDC-10-40型を運航していた。

### DC-10-40D
DC-10-40の短距離仕様であり、世界でも日本航空のみが保有した。最大離陸重量の関係上国内線・短距離国際線運航では不必要となるセンターギアは装備されず、外観は-10型と同じに見える。短距離路線では不要なギャレーを廃した関係で、第2ドア後部にも2つ窓が増えている。

### DC-10-15
1979年から生産が開始されたこの型は、DC-10 スポートとしても知られる。高温地帯や高地の空港で運用するために設計され、空気密度の小ささによる推力減少を補うべくCF6-6よりも推力の大きなCF6-50が搭載された。7機だけが標高2400メートルのメキシコシティ国際空港をハブ空港とするメキシコの航空会社、アエロメヒコ航空とメキシカーナ航空向けに制作された。

### MD-10
マクダネル・ダグラスは後にDC-10の後継型機種として、DC-10の大幅改良モデルであるMD-11を開発、製造するが、このMD-11で採用された操縦士2名乗務方式（2メンクルーシステム）を旧型化したDC-10に移植してリニューアルし、ハイテク化することを、数多くのDC-10とMD-11を運航するフェデックスがボーイング（1997年にマクダネル・ダグラスを吸収合併した）へ提案、「ボーイングMD-10」として共同開発を行なう。
改造の対象になったのはフェデックスの保有するDC-10-10と-30で、操縦システムをMD-11と同様のものに改造（一部のシステムはボーイング777などの最新型ボーイング機のものが流用されている）。この改造により乗員の型式限定はMD-11と共通のものとなり、フェデックスはDC-10 (MD-10) とMD-11を運用する航空会社は両機種に対応したパイロットを確保できることとなった。このことは、ほとんどの機種で操縦方式が統一されていたエアバス陣営とのシェア争いのうえで重要な意味を持っていた。フェデックスでの運用が終了したため、現在のところ、MD-10を保有するのはオービス・インターナショナルのみである。

### KC-10 エクステンダー
1981年から生産が始まった、軍用の空中給油機。アメリカ空軍がKC-135の老朽化と機体数不足から発注し、DC-10-30をベースとして制作された。

### 計画のみ・開発中止された派生型
DC-10-50
ブリティッシュ・エアウェイズ向けに、ロールスロイスRB211-524エンジンを搭載したDC-10-50が計画されていた。ブリティッシュ・エアウェイズがロッキードL-1011-500を発注したため、この計画は放棄された。
DC-10 Twin
エアバスA300に対抗するため、胴体を短縮してエンジンを双発としたDC-10 Twinの製造が計画されていた。

## 航空事故

### 死者数の多かった航空事故
- トルコ航空981便墜落事故
1974年3月3日 死者 346名
(テネリフェの悲劇、日航ジャンボ機墜落事故、ニューデリー空中衝突事故に次いで4番目に多い死者数)
- アメリカン航空191便墜落事故
1979年5月25日 死者 273名
(アメリカでテロを除く最悪の航空事故である。)
- ニュージーランド航空901便エレバス山墜落事故
1979年11月28日 死者 257名

### その他の事件・事故
- アメリカン航空96便貨物ドア破損事故（1972年6月12日）死者無し
- スパンタックス995便離陸失敗事故（1982年9月13日）死者 50名
- ユナイテッド航空232便不時着事故（1989年7月19日）死者 112名
- 大韓航空803便着陸失敗事故（1989年7月27日）死者 79名
- UTA航空772便爆破事件（1989年9月19日）死者 170名
- ウェスタン航空2605便着陸失敗事故（1979年10月31日）死者 73名
- マーティンエアー495便着陸失敗事故（1992年12月21日）死者 56名
- フェデラル・エクスプレス705便ハイジャック未遂事件（1994年4月7日）死者無し
- 福岡空港ガルーダ航空機離陸事故（1996年6月13日）死者 3名
- 日本航空機駿河湾上空ニアミス事故（2001年1月31日）死者無し
- フェデックス・エクスプレス647便着陸失敗事故（2003年12月18日）死者無し※事故機はMD-10
- JALウェイズ58便エンジン爆発事故（2005年8月12日）死者無し
- フェデックス・エクスプレス630便着陸失敗事故（2006年7月28日）死者無し※事故機はMD-10
- フェデックス・エクスプレス910便着陸失敗事故（2016年10月28日）死者無し※事故機はMD-10

DC-10は、運用初期には機体の設計ミスによる事故が発生した。対して、後期に発生した事故はオペレーター側の不適切な整備や運航の不備によるものがほとんどである。

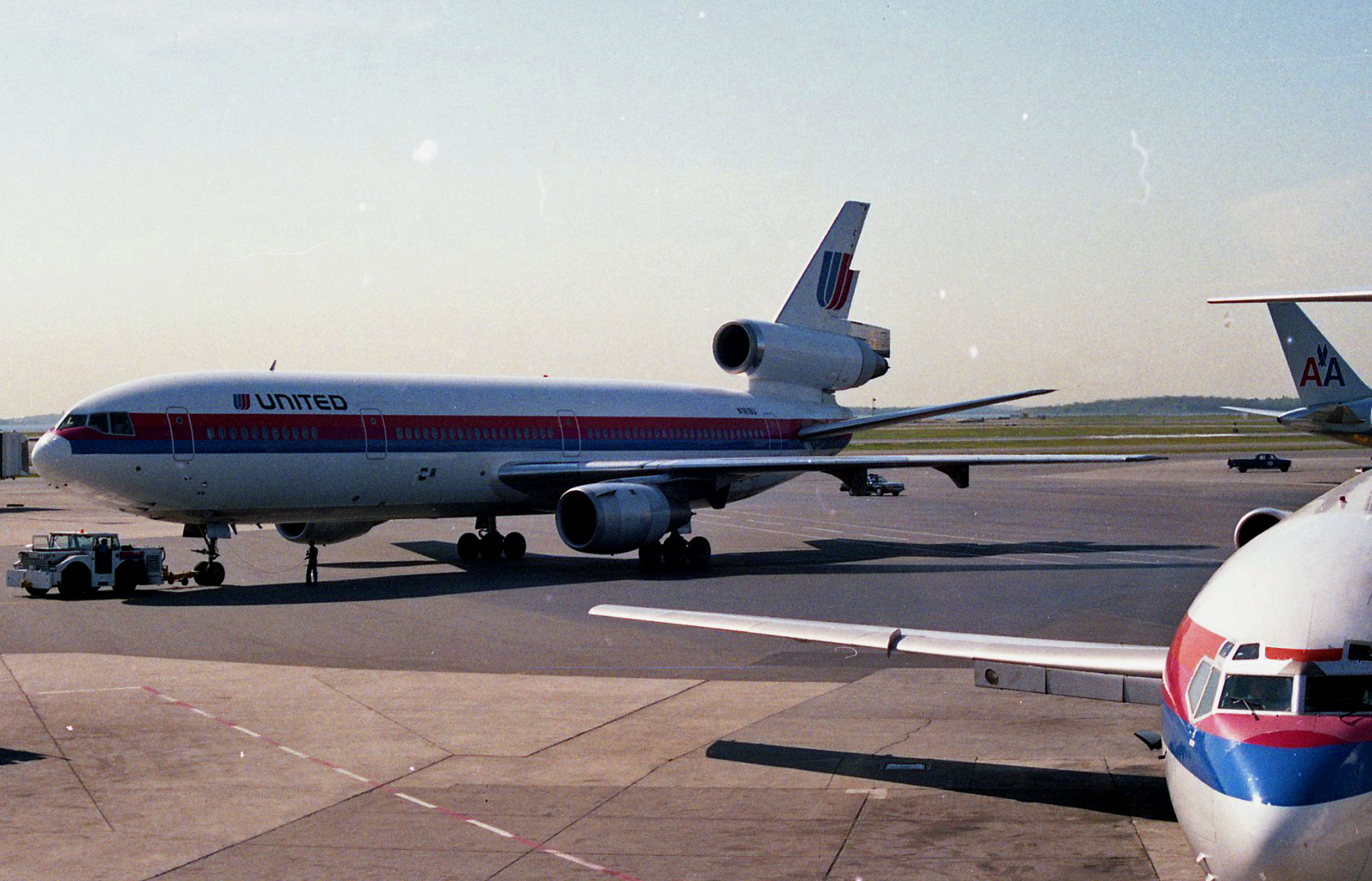
ユナイテッド航空のDC-10

1974年のトルコ航空DC-10パリ墜落事故では、貨物室のドアが完全にはロックされていない状態で離陸したために、上昇に伴い与圧された機内の空気がそのドアを吹き飛ばし、その減圧により客室床が陥没。これに伴って客室床の下に敷設されていた油圧配管が破壊され操縦不能に陥り高速で地上に激突した。設計上の不備から貨物室のドアが半ドアになりやすく、しかもそのような状態でも電気回路が完全に閉まっていると誤表示される欠陥があった。この欠陥は開発段階でダグラス社内の与圧試験で発覚していたにもかかわらず、重要視されずにいた。
実際、この事故の2年前1972年6月12日にはデトロイト国際空港を離陸して上昇中だったアメリカン航空のDC-10の貨物室のドアが突然吹き飛んだために、客室の床が陥没し、床に敷設されていた油圧系統が損傷し、操縦困難になったというインシデント（アメリカン航空96便貨物ドア破損事故）があった。この時は機長の操縦技術で何とか緊急着陸に成功していたが、そのインシデントの後もダグラスは小手先の改善に終始し、根本的な欠陥はそのまま無視していた。しかも、事故機は書類上は改善済としていたにもかかわらず、実際には未改修であったことが判明し、その係争中に前述の与圧試験結果も発覚した。更に、96便の事故の後、機体の販売数に影響を及ぼす事を避けるため、貨物ドアの改修に関する耐空性改善通報(AD)を命令しないようFAA長官ジョン・シャファーとダグラス社航空機部門総裁ジャクソン・マクゴーウェンの間で紳士協定が結ばれていた事が発覚した。これらの事実発覚により、ダグラス社は安全性よりも営業上の利益優先の体質だとして強く批判された。なお、トルコ航空の事故後、FAAは貨物ドアの改修を命じる耐空性改善通報を発行し、全てのDC-10の貨物ドアが改修された。
1979年5月25日にはシカゴのオヘア国際空港発ロサンゼルス行きのアメリカン航空191便が離陸した直後に墜落する事故を起こした。墜落した機体は、マクドネル・ダグラス社の予想もしない仕方で整備が行なわれていた。正しいオーバーホール手順では、エンジンを外してからパイロンを取り外さなければならない。だがアメリカン航空の整備士たちは、効率向上を狙ってフォークリフトを使ってパイロンにエンジンが付いたまま外したのでミクロン単位の精密な位置調整が出来ずパイロンを翼側の取り付け基部に強くぶつけてしまい結果、パイロンに亀裂が入った。この損傷のため、飛行中に左翼の第1エンジンがパイロンもろとも脱落し、エンジンから供給されていた油圧が抜けてしまった。そのため、翼前縁の高揚力装置が左側だけ格納されてしまい左主翼だけが失速、高度600フィートから左に急速に沈下し、回復不能の姿勢に陥り、離陸から31秒後に墜落し、死者273人を出す大惨事となった（アメリカン航空191便墜落事故）。なお、製造メーカーのMD社はこの問題が起きる前にアメリカン航空からの「エンジンとパイロンが一体のまま外す整備」の可否の問い合わせに対し「不適切であり推奨できない」と回答したがアメリカン航空は整備時間の大幅短縮を優先しMD社の忠告を無視してこの不適切整備を強行し今回の事故に繋がった。
ただし、事故直後には原因が整備不良とはわからず、機体欠陥ではないかと推測されたため（前述した貨物室ドアの欠陥という「前科」があったことも影響している）、アメリカ連邦航空局はDC-10の耐空証明（自動車の車検に相当）の効力を制限、当初は10日または100時間ごとの厳重な検査が義務付けたが、検査を通じて何機かのエンジンは整備士が力を入れて押すだけでユサユサと揺れる状態となっていたことが判明している
。6月6日には型式証明の効力停止が行われた。
他の国の航空当局も追随し全世界のDC-10が運航禁止になる影響が生じた。飛行制限は7月11日に解除されたが、この事故はDC-10が商業的に行き詰まる契機となり、DC-10のストレッチタイプであるDC-10-50の開発も中止された。この事故を受けてFAAは1979年11月、DC-10の不適切な整備手順の使用に対し、アメリカン航空に50万ドル、コンチネンタル航空に10万ドルの罰金の支払いを命じた。また、この事故を受けて設置された米国科学アカデミーの安全委員団は、「政府がアメリカ製の旅客機の安全性を証明する方法に重大な欠陥がある」と1980年6月発行の調査報告書で結論付けた。約40年後の2019年に発生したボーイング737 MAXにおける飛行トラブルの調査においても、同様の問題点が指摘されている。
アメリカン航空191便の他に、オペレーター側の不適切な整備によって引き起こされた大きな事故として、ユナイテッド航空232便不時着事故が挙げられる。この事故は、ユナイテッド航空がエンジンブレードの亀裂を見逃していたことを原因として発生した。3発機であるために第2エンジンが尾部に位置していたことから、タービンブレードが飛散した際に尾部に集中している油圧配管の破断に結びつき、事故機が油圧喪失に陥った遠因となった。 マクドネル・ダグラス社は油圧系統3系統のうち2系統までが破断されても制御が維持できるよう設計を行っていたが、3系統全てが破断する事態は設計当時想定されていなかった。なお、ユナイテッド232便の事故後、当時飛行中の全てのDC-10の油圧配管に油圧遮断弁が取り付けられ、尾部で3つの油圧系統すべてが損傷した場合でも十分な制御が維持されるように改修がなされた。
また、コンコルド墜落事故においては、コンチネンタル航空の整備ミスが原因でDC-10の主翼から脱落した金属片が引き金となって事故が発生した。これもオペレーター側の不適切な整備によって引き起こされた、DC-10が関わる事故の一つであるといえる。
先述の通り、本機は運用開始初期の1970年代こそ機体の信頼性を損なうような大きな事故が多発し、「危険な機体」であるとの印象を大衆に与えてしまうこととなった。しかしながら、貨物ドアを始めとする初期の重大な欠陥が連続事故を契機として改修されたこともあり、運用の長期化により総飛行時間が増大するにつれて事故発生率は運行開始初期と比べて大きく改善されている。2008年のボーイング社の調査によれば同機の事故発生率は同世代の旅客機とほぼ変わらないとされており、2021年現在において本機を「危険な機体」であると評することは適切ではない。本機について、運用期間全体としての事故率は低い、安全な機体であるとする文献も存在する。

## 日本のDC-10

### 日本の航空会社

#### 日本航空（JAL）

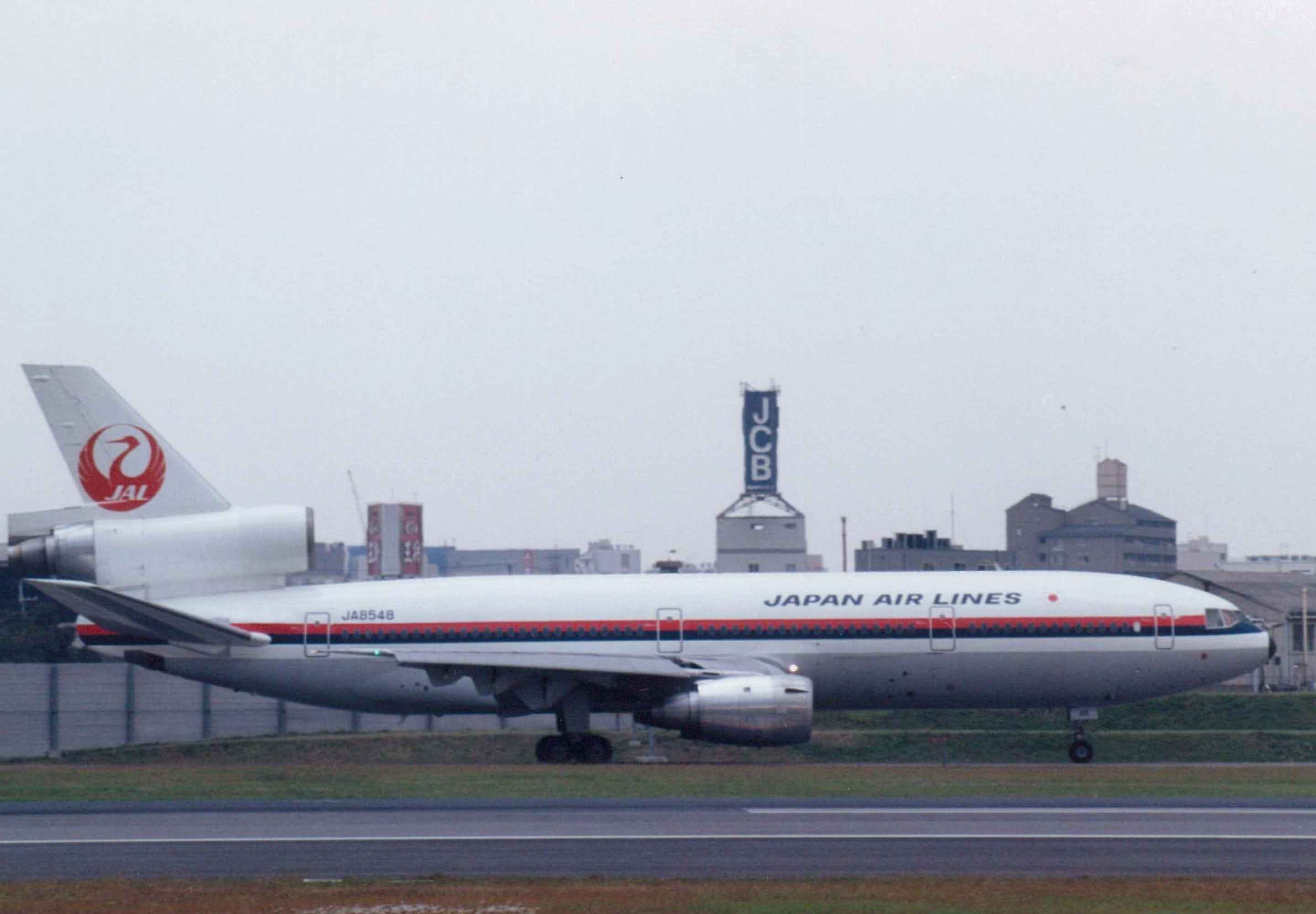
日本航空のDC-10-40型機

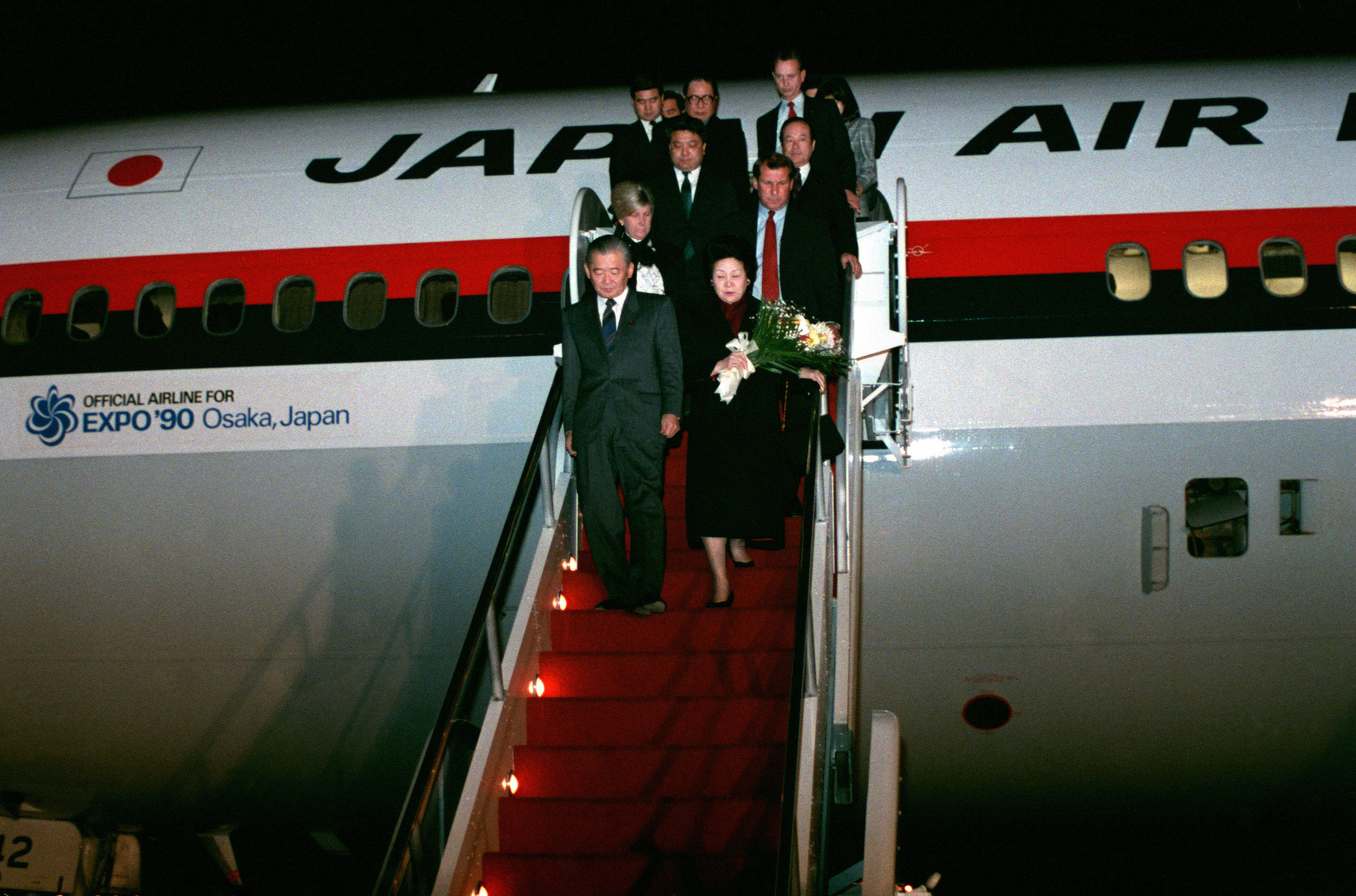
竹下登首相の訪米時に政府専用機として使用された日本航空のDC-10-40型機

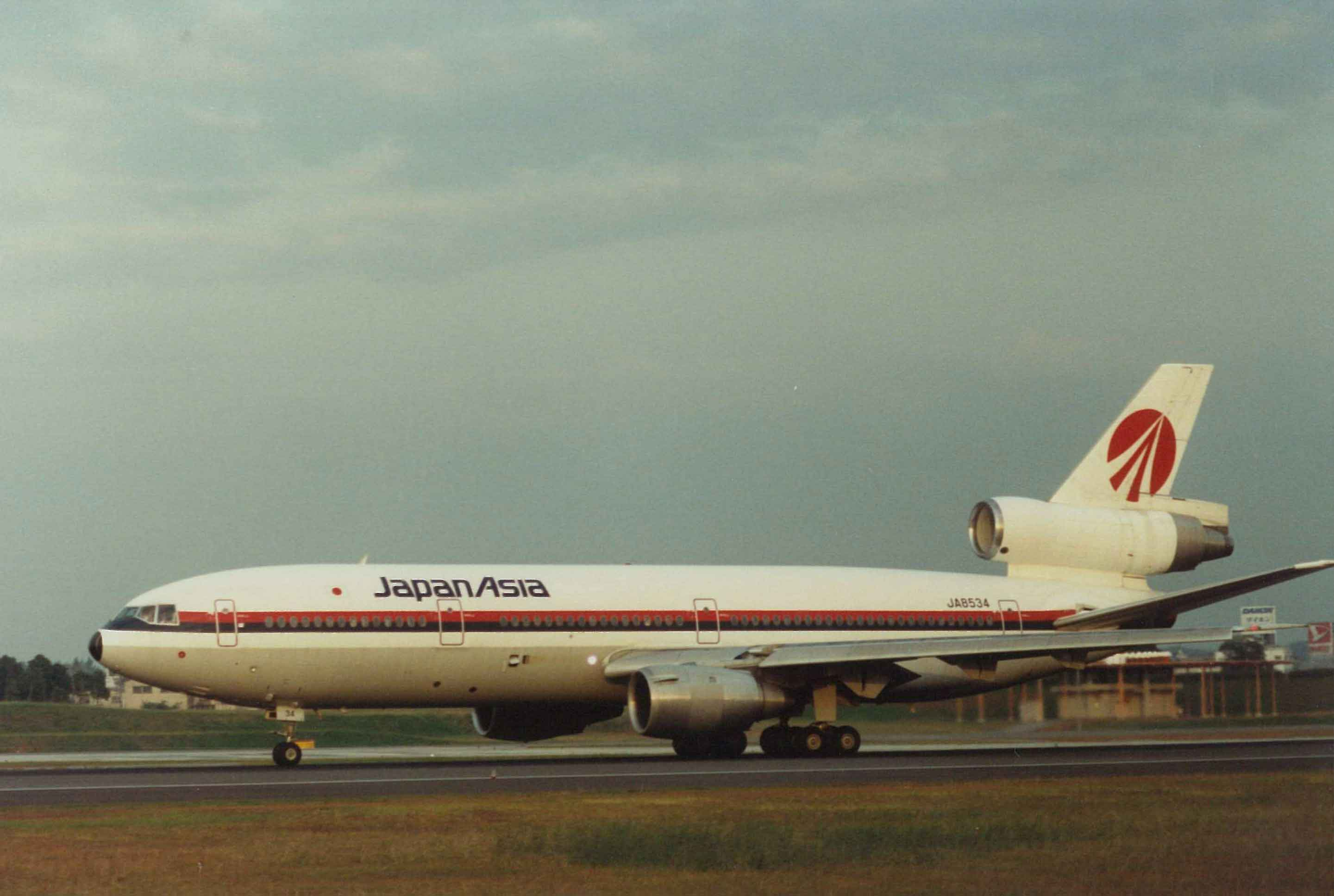
日本アジア航空のDC-10-40型機

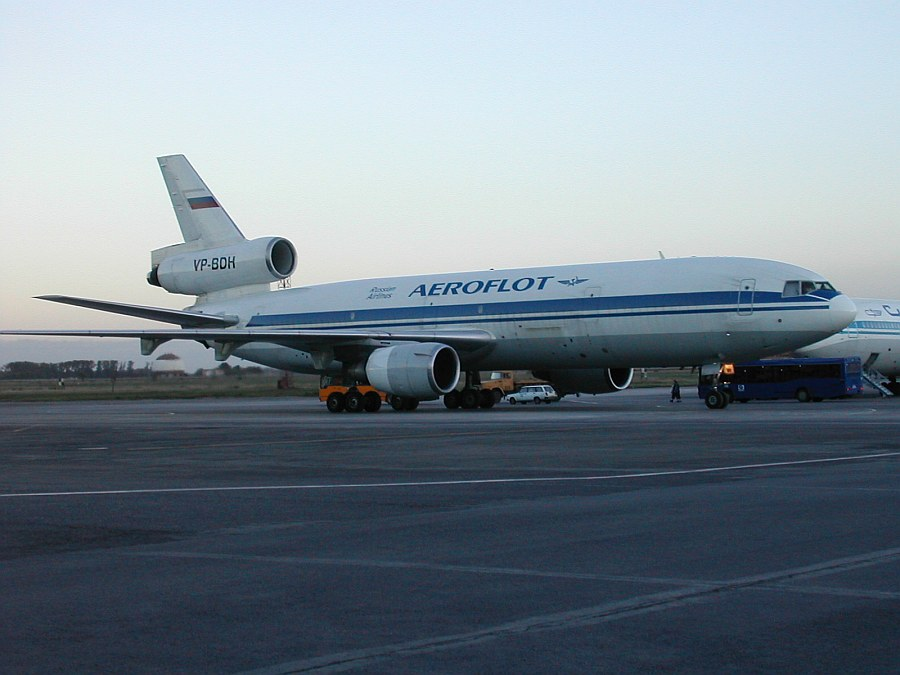
アエロフロート・ロシア航空のDC-10-40F型機

日本航空は1973年から安全対策や騒音軽減を目的にDC-8の後継となる中型ワイドボディ機の導入の検討を開始し、太平洋路線に対応した性能を持つDC-10とボーイング747-SPが最終候補に挙げられ、初飛行済みで機長育成の観点での機種交代時の無理が少ないことから同年12月にDC-10-40型の採用を決定。1974年に国内線用4機・国際線用2機の購入を契約し、1976年5月30日に日本に到着した。7月1日から東京 - 福岡・札幌線で就航し、翌年4月1日から東京 - アンカレッジ - ニューヨーク線を皮切りに国際線にも投入された。
当時の同社のフラッグシップ機であったB747型機と対比させる形で「ジャンボの兄弟がやってきた」というキャッチコピーで宣伝がなされ、センターギアを取り外した短距離型の-40D型を含め計20機が導入され、順次南回りヨーロッパ線やアンカレジ経由ニューヨーク線、東南アジア路線の他、-40D型は国内幹線や短距離国際線にて使用された。また、そのサイズと航続距離から皇族、政府関係者の外遊の際の特別機と続行機（同行するマスコミや随行員機材兼トラブル発生時の代行機として2機体制をとっていた）としてもよく利用された。1990年の湾岸危機のさなか、イラク国内に抑留されていた日本人の解放にあたっての特別機として政府にチャーターされた特別機も、日本航空のDC-10である。
-40型の購入価格は1974年の第一次発注時の6機総額で1億7436万ドル強、初号機1機につき（JA8530）で83億円であり、1975年に購入したボーイング747SRが79億円であったことから、大型の747より高い中型機として注目を浴びた。高くなった理由は政治的に行われた各社の購入調整の結果が影響していると見られている。なお価格は1978年に購入した7号機（JA8536）は68億円、1979年に購入した8号機（JA8537）は70億円と次第に落ち着いた。
-40D型は日本航空の国内線から退いた後も一部残り、それらはセンターギアや第3のINSを装備するなどして、国際線に投入された。
また、日本航空本体にとどまらず、子会社で日台路線の運航を担った日本アジア航空でも使用された他、リゾート路線を主軸とするJALウェイズでも使用され、JALウェイズ機には「リゾッチャ」塗装をまとった機体もあった。最終的に後継機として導入されたはずのマクドネル・ダグラス MD-11が2004年に退役した後も運航が続けられ、2005年10月31日をもって全機退役した。当初退役は2006年3月31日の予定だったが、日中航空交渉が不調に終わったことによって余剰機材が発生した為、早められた。この退役により日本の航空会社の保有機から3発エンジン旅客機が完全に姿を消した。なお、日本航空のDC-10の一部はアエロフロート・ロシア航空へ売却され、貨物機として日本へ飛来していたこともあった。その後、アエロフロートカーゴの機体はカザフスタンのデタ・エアカーゴに売却されたが現在は退役している。
| 運航機 | 機体記号 | 型式      | 製造番号  | 最終塗装          | 登録年月日 | 退役年月日 | 備考                                                                                                   |
| ------ | -------- | --------- | --------- | ----------------- | ---------- | ---------- | --- |
| 1号機  | JA8530   | DC-10-40D | 46920/212 | 旧JAL塗装         | 1976/11    | 1997/12    | 40Fへ改造（現 : 無塗装N140WE）                                                                         |
| 2号機  | JA8531   | DC-10-40D | 46923/216 | 旧JAL塗装         | 1976/04    | 2004/07    | |
| 3号機  | JA8532   | DC-10-40  | 46660/220 | 旧JAL塗装         | 1976/04    | 2005/03    | 現 : アリゾナ州フェニックス・グッドイヤー空港で無塗装ストア (N660VV)                                   |
| 4号機  | JA8533   | DC-10-40  | 46661/224 | 旧JAL塗装         | 1976/05    | 1998/04    | 40Fへ改造（現 : アエロフロート・ロシア航空 VP-BDG）                                                    |
| 5号機  | JA8534   | DC-10-40  | 46913/206 | 新JAL塗装         | 1976/11    | 2004/11    | |
| 6号機  | JA8535   | DC-10-40  | 46662/230 | 旧JAL塗装         | 1976/08    | 2005/04    | 現 : アリゾナ州Pinal Airparkで無塗装ストア (N662VV)                                                    |
| 7号機  | JA8536   | DC-10-40D | 46966/262 | 旧JAL塗装         | 1978/11    | 1999/02    | 40Fへ改造（現 : アエロフロート・ロシア航空 VP-BDH）                                                    |
| 8号機  | JA8537   | DC-10-40  | 46967/265 | 新JAL塗装         | 1979/01    | 2004/09    | |
| 9号機  | JA8538   | DC-10-40  | 46974/274 | 旧JAL塗装         | 1979/04    | 2005/09    | KDC10へ改造（現 : オメガタンカー N974VV）                                                              |
| 10号機 | JA8539   | DC-10-40  | 47822/304 | 旧JALウェイズ塗装 | 1980/01    | 2003/11    | 現 : カリフォルニア州モハベ空港で無塗装ストア (N822V)                                                  |
| 11号機 | JA8540   | DC-10-40D | 47823/306 | 旧JAL塗装         | 1980/01    | 2000/01    | 40Fへ改造（現 : アエロフロート・ロシア航空 VP-BDE）                                                    |
| 12号機 | JA8541   | DC-10-40  | 47824/308 | 新JAL塗装         | 1980/03    | 2005/11    | JALラストフライト機                                                                                    |
| 13号機 | JA8542   | DC-10-40  | 47825/310 | 新JAL塗装         | 1980/04    | 2005/12    | |
| 14号機 | JA8543   | DC-10-40  | 47826/313 | 新JAL塗装         | 1980/05    | 2005/11    | |
| 15号機 | JA8544   | DC-10-40  | 47852/340 | 新JALウェイズ塗装 | 1980/12    | 2004/04    | KDC10へ改造（現 : グローバルエアタンカーサービス N852V）                                               |
| 16号機 | JA8545   | DC-10-40  | 47853/343 | 旧JAL塗装         | 1980/12    | 2005/08    | 2005年8月、JALウェイズ58便エンジン爆発事故が発生。                                                     |
| 17号機 | JA8546   | DC-10-40D | 47855/349 | 旧JAL塗装         | 1981/03    | 2001/03    | 2001年1月、日本航空機駿河湾上空ニアミス事故に遭遇。40Fへ改造（現 : アエロフロート・ロシア航空 VP-BDF） |
| 18号機 | JA8547   | DC-10-40  | 47856/366 | 旧JALウェイズ塗装 | 1981/12    | 2003/06    | 現 : カリフォルニア州モハベ空港で無塗装ストア・部品取り機材 (N856V)                                    |
| 19号機 | JA8548   | DC-10-40D | 47857/367 | 旧JAL塗装         | 1982/01    | 2003/07    | 現 : カリフォルニア州モハベ空港で無塗装ストア・部品取り機材 (N857V)                                    |
| 20号機 | JA8549   | DC-10-40D | 48301/381 | 旧JAL塗装         | 1983/03    | 2003/09    | DC10-40最終ロールアウト機・現 : カリフォルニア州モハベ空港で無塗装ストア・部品取り機材 (N858V)         |

#### 日本エアシステム（JAS）

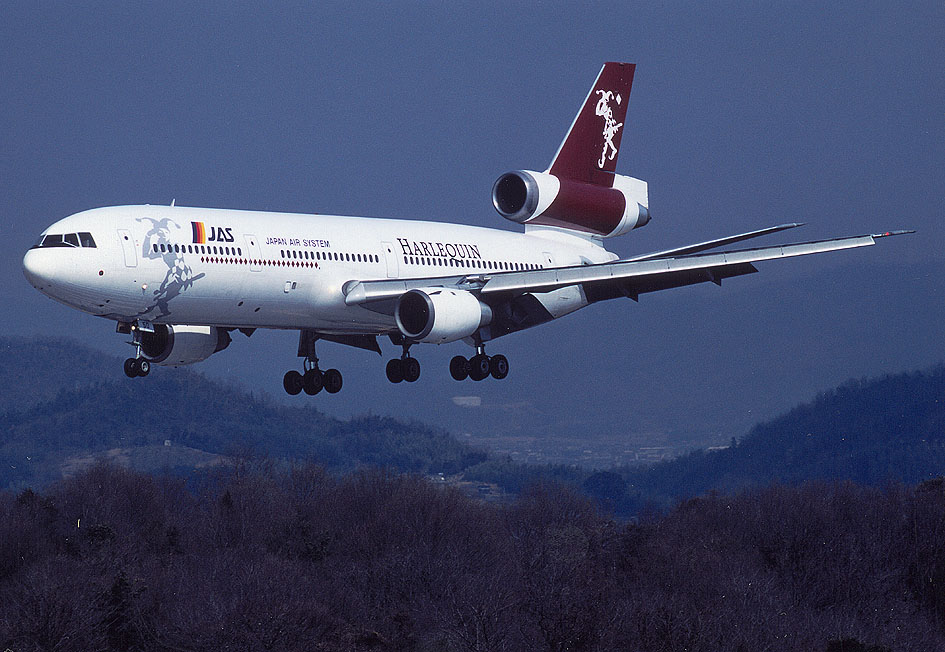
ハーレクィンエアのDC-10-30型機（JA8550、JASロゴ入り後）

日本エアシステムは、東亜国内航空時代の1986年にホノルル線進出を見越し2機を発注し、改称後の1988年より運航を開始。当時、アメリカ西海岸やヨーロッパ線などの長距離国際線を開設し、その専用機として投入する予定があったため、タイ国際航空とフィンランド航空仕様機と同じく床下にサブ燃料タンクを備え推力強化型エンジンを搭載した超長距離型の-30ER型を導入した。また、JA8550とJA8551はDC-10旅客型仕様としては最末期の生産機となった(最終生産機は1989年にナイジェリア航空に納入された機体番号N3024W)。
東京/羽田 - 沖縄/那覇線での国内幹線運航を皮切りに、シンガポール線やホノルル線、ソウル線に投入され、ホノルル線運休後は、A300からのシップチェンジ（機材変更）で香港線の一部などに使われた他、一時期は国内幹線（東京/羽田 - 福岡、東京/羽田 - 札幌/新千歳）でも運航し、子会社のハーレクィンエアが国際線チャーターに使用したが、長距離国際線への就航が行われなかったこともあり、2000年3月をもって全機退役し、2機ともノースウエスト航空に売却された。なお2号機のJA8551は、導入後も路線就航のめどが立たなかったことから、引き渡し直後から1年弱の間、韓国の大韓航空にリースされている。
| 運航機 | 機体記号 | 型式       | 製造番号  | 最終塗装             | 登録年月日 | 退役年月日 | 備考 |
| ------ | -------- | ---------- | --------- | -------------------- | ---------- | ---------- | --- |
| 1号機  | JA8550   | DC-10-30ER | 48315/436 | ハーレクインエア塗装 | 1988/04    | 2000/03    | ノースウエスト航空へ売却 (N243NW)、現 : 10 Tanker Air CarrierN522AX                                                                                             |
| 2号機  | JA8551   | DC-10-30ER | 48316/437 | 旧JAS塗装            | 1988/07    | 2000/03    | 引き渡し直後から1989/06まで大韓航空にリース (HL7329)、JASピーターパンフライト塗装機・ノースウエスト航空へ売却 (N244NW)、現 : オムニエアインターナショナルN531AX |

#### ミネベア航空
日本の電器部品メーカーミネベアの子会社のミネベア航空も、それまで使用していたボーイング707に変わる主力貨物・従業員輸送機材として元サベナ・ベルギー航空（機体記号 : OO-SLB、製造番号 : 47907/157）の貨客混載型の-30CF型（機体記号 : N10MB）を、1995年から成田国際空港を拠点として運航していたが、2002年の同社の清算に伴い運航を終了した。日本で最後まで残ると思われていたが、結局、先に引退を表明した日本航空の機材が最後に残った（現 : アヴィエント航空 機体記号 : Z-ARL）。なおミネベア航空はアメリカ籍の企業であった。

### 乗り入れ航空会社

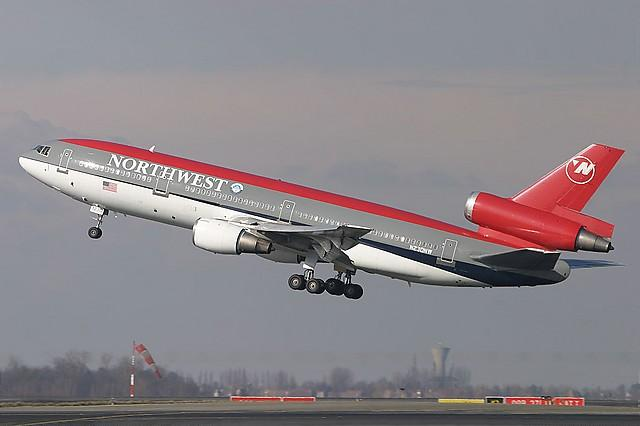
ノースウェスト航空のDC-10-30型機

大韓航空、タイ国際航空、エア・サイアム、ガルーダ・インドネシア航空、シンガポール航空、フィリピン航空、ビーマン・バングラデシュ航空、アリタリア航空、UTAフランス航空、AOMフランス航空、KLMオランダ航空、サベナ・ベルギー航空、ルフトハンザドイツ航空、スイス航空、スカンジナビア航空、フィンランド航空、ノースウエスト航空、アメリカン航空、コンチネンタル・ミクロネシア航空、カナディアン航空、ヴァリグ・ブラジル航空、ニュージーランド航空など多数の外国航空会社が日本乗り入れ機材として使用した。
また、ATA航空やハワイアン航空、ユナイテッド航空やコンチネンタル航空など複数のアメリカの航空会社が米軍チャーターなどで使用した。
2021年4月現在ではDC-10を使用して定期便を唯一運航していたノースウエスト航空のDC-10もA330-200、747-400に置き換えられ、旅客型は消滅してしまった。貨物便でもフェデックスの一部の便で使用されるのみとなった。

## 保存機体
- オービス・インターナショナルで使用されていたDC-10-10(N220AU)が米国アリゾナ州ツーソンのピマ航空宇宙博物館にて保存されている。なおこの機体は生産2番機である。
- ガーナ航空で使用されていたDC-10-30(9G-ANB)がガーナ共和国アクラにてレストランとして活用されている（ラ・タンテ DC10 レストラン（英語版））。
- モナーク航空で使用されていたDC-10-30(G-DMCA)が英国マンチェスター空港にて機体前部が保存されている。